# Wilhelm Ebel (Pädagoge)
Wilhelm Ebel (* 15. April 1891 in Kettlersteich; † 13. August 1955 in Hallenberg) war ein deutscher Pädagoge und Autor.

## Leben
Ebel war als Schulrektor in Dortmund tätig. Er schrieb zahlreiche Bücher rund um den Schulunterricht, aber auch Sachbücher und Romane. Außerdem gab er auch mehrere Anthologien heraus. Ebel verwendete auch die Pseudonyme Walter Wennemar und Walter Wulff.

## Werke (Auswahl)
- Ein Führer durch die Pädagogik der Gegenwart. 1923.
- Das erste Schuljahr. Gedanken und Proben aus dem modernen Anfangsunterricht. Verlags- und Lehrmittelanstalt, Bochum 1923.
- mit Dohmann und Dortmann: Wege zum goldenen Tor. 1925.
- mit Koch: Der Weg zur Kinderheimat. 1925.
- Industrie-Rechenbuch. 2 Bde. 1926
- Das siebente und achte Schuljahr. Schöningh, Paderborn 1928.
- Großstadtkinder. 1932.
- Das Rätsel der Vererbung. 1933.
- Deutsche Arbeit. 1933.
- Brauch und Sitte der Dorfheimat. Jugendbuch. 1934.
- Sprechchöre für Schulfeiern. 1934.
- Geschichten für kleine Jungen und Mädchen. 1934.
- Die Mutter erzählt. 1934.
- Neuhaus im Walde. Erzählung. 1935.
- Reich und Volk, eine deutsche Sachkunde. 1941.
- als Walter Wennemar: Ferien einmal ganz anders. Roman. Bourg-Bourger, Luxemburg 1942.
- Besinnung und Ordnung. Ein Weg zum Lebensdienst. Schöningh, Paderborn 1948.
- Lehr- und Erziehungskunst der Volksschule, Grundlegung, Gestaltung in 130 Unterrichtsbildern. Sommer, Ahlen 1950.

als Herausgeber
- Arbeiten und Erleben. 1923.
- Deutsche Ernte. Anthologie. 1933.
- Deutscher Frühling. Anthologie. 1934.
- mit Josef Bartmeier: Die Ballade im Unterricht – Anregungen und Winke. Sommer, Ahlen 1952.
- mit Josef Bartmeier: Ein Balladenbüchlein. 36 deutsche Balladen für Jungen und Mädchen vom 11. Lebensjahre ab. Sommer, Ahlen 1952.
- Das zweite Balladenbüchlein. 38 deutsche Balladen. Dichtung und Deutung für Jungen und Mädchen vom 11. Lebensjahre ab. Sommer, Ahlen 1954.

Hörspiele
- Verkehrsunfall! Wer trägt die Schuld? – Die Arbeitsschlacht, nach H. Anacker, Musik von E. Wintermeier.